# Elmiro Miranda Show
Elmiro Miranda Show é uma série de televisão brasileira de comédia exibida pelo canal de televisão por assinatura TBS desde 1 de outubro de 2012 produzida pela ParanoidBR. O programa foi criado por Rafael Queiroga, que interpreta o papel principal na série como Elmiro Miranda.
A série é a primeira produção nacional do canal TBS.
Em 1 de outubro de 2013, o site americano The Hollywood Reporter citou o Elmiro Miranda Show e outras produções nacionais num empenho das programadoras em cumprir a cota nacional imposta pela Ancine.
Sua 2ª temporada estreou em 14 de novembro de 2013.
Em 2014, foi indicada pela revista Monet, da Editora Globo, ao prêmio de melhor programa humorístico da TV por assinatura.

## Enredo
Ele é uma sátira da televisão brasileira que retrata o dia a dia do personagem Elmiro Miranda e sua equipe para produzirem um programa de auditório semanal. A série utiliza do realismo fantástico misturando a identidade do canal e das celebridades convidadas com os personagens fictícios e obviamente, Elmiro Miranda, uma caricatura de todos os apresentadores da televisão brasileira.

## Produção
A série é uma adaptação para a televisão de uma peça teatral encenada pelo mesmo elenco da série em 2007, no teatro O Tablado durante um festival de Peças. Foram três apresentações onde o conteúdo era mais voltado ao programa. Desde então um piloto começou a ser criado por Rafael Queiroga, Gregório Duvivier e George Sauma.

## Elenco
| Ator            | Personagem           | Temporadas | Temporadas |
| Ator            | Personagem           | 1ª 2012    | 2ª 2013    |
| --------------- | -------------------- | ---------- | ---------- |
| Rafael Queiroga | Elmiro Miranda       |            |            |
| Clarice Falcão  | Bethe Macedo         |            |            |
| Saulo Arcoverde | Gracindo Sete Flores |            |            |
| Anna Cotrim     | Celeste Providência  |            |            |
| Nicolas Bartolo | Marcão Treme Treme   |            |            |
| Raoni Seixas    | Antonio Ramalhetes   |            |            |
| Pedro Tomé      | Tadeu Malta Filho    |            |            |
| Rodrigo Arruda  | Abdias Rossi         |            |            |
| Marcella Rica   | Beatriz Macedo (Bia) |            |            |
| Polly Marinho   | Meia Noite           |            |            |
| André Dale      | Wagner Mello         |            |            |